# Aleksandr Goutsaliouk
Aleksandr Aleksandrovitch Goutsaliouk (en russe : Александр Александрович Гуцалюк) est un joueur russe de volley-ball né le 15 janvier 1988 à Mostovskoi (krai de Krasnodar, alors en URSS). Il mesure 2,05 m et joue central. Il est international russe.

## Clubs
| Club                    | De        | À         |
| ----------------------- | --------- | --------- |
| Dinamo Krasnodar        | 2005-2006 | 2008-2009 |
| Gazprom-Iourga Sourgout | 2009-2010 | 2010-2011 |
| Zenit Kazan             | 2011-2012 | 2011-2012 |
| Lokomotiv Novossibirsk  | 2012-2013 | 2012-2013 |
| Fakel Novy Ourengoï     | 2013-2014 | ...       |

## Palmarès
- Ligue des champions (2)
  - Vainqueur : 2012, 2013
- Championnat de Russie (1)
  - Vainqueur : 2012
- Coupe de Russie
  - Finaliste : 2012
- Supercoupe de Russie (1)
  - Vainqueur : 2011